# Velmevci
Velmevci (macedónul: Велмевци) település Észak-Macedóniában, a Pelagonijai körzet Demir Hiszar-i járásában.

## Népesség
| Lakosok száma | 619  | 511  | 227  | 124  | 87   | 26   | 18   | 7    |
|               | 1948 | 1953 | 1961 | 1971 | 1981 | 1991 | 1994 | 2002 |

2002-ben 7 lakosa volt, akik mindannyian macedónok.